# Гай Плавций Дециан
Гай Плавций Дециан (на латински: Gaius Plautius Decianus) e политик на Римската република.
През 329 пр.н.е. и 328 пр.н.е. той е консул с Луций Емилий Мамеркин Привернат. През 312 пр.н.е. е цензор с Апий Клавдий.